# Giuseppe Masini
Pour les articles homonymes, voir Masini.
Giuseppe Masini, né le 1er août 1916 à Pise (Toscane) et mort en 1970, est un réalisateur et scénariste italien.

## Biographie
Après avoir obtenu un diplôme en droit, il a fréquenté l'école d'art dramatique de Florence avant d'entamer une carrière militaire, atteignant le grade de général de l'armée de l'air italienne.
Au cinéma, il fait ses débuts comme assistant de Giovacchino Forzano et Luigi Chiarini. Il a réalisé plusieurs documentaires et moyens métrages pour les forces armées. En 1952, il réalise son premier long métrage, L'Injuste Condamnation avec Rossano Brazzi, et jusqu'en 1961, il en réalisera trois autres.
Dans les années 60, il se consacre à l'écriture de scénarios, notamment avec Riccardo Freda, et à la direction de la production de nombreuses œuvres réalisées par Antonio Margheriti. Reprenant sa carrière militaire, il réalise en 1992 une série de films éducatifs, I giorni della grande sfida consacrée à l'histoire de l'aéronautique.
Masini est également l'auteur d'un ouvrage sur l'armée de l'air italienne.

## Filmographie

### Réalisateur
fictions
- 1952 : L'Injuste Condamnation (L'ingiusta condanna)
- 1954 : Ma vie t'appartient (it) (La mia vita è tua)
- 1957 : Le ciel brûle (Il cielo brucia)
- 1961 : L'Atlantide (Antinea, l'amante della città sepolta), coréalisé avec Edgar George Ulmer
- 1995 : I giorni della grande sfida (feuilleton éducatif en six épisodes)

documentaires
- 1947 :  I cavalieri dell'aria
- 1947 : Dal cielo in missione di pace
- 1948 : Rotaie nel cielo
- 1948 : S.O.S. - Salvate le nostre anime
- 1949 : Monte Verna
- 1949 : Vecchio Arno racconta
- 1950 : Maremma
- 1950 : Io, la torre pendente
- 1950 : Fili di paglia
- 1953 : Scuola specialisti A. M.
- 1953 : Previsioni meteorologiche
- 1954 : Un pinguino ha messo le ali
- 1957 : Multipli di G
- 1964 : Una storia scritta nel cielo

### Scénariste
- 1960 : Le Géant de Thessalie (I giganti della Tessaglia) de Riccardo Freda
- 1967 : Quand l'heure de la vengeance sonnera (La morte non conta i dollari) de Riccardo Freda
- 1969 : Contronatura d'Antonio Margheriti
- 1970 : Bouches cousues (Bocche cucite) de Pino Tosini
- 1970 : Ici Londres… la colombe ne doit pas voler (La colomba non deve volare) de Sergio Garrone

## Publication
- (it) Giuseppe Masini, Il commissariato militare aeronautico nel suo profilo storico, Edizioni dell'Ateneo, 1977 (EAN 2560028005718)